# Lymphoma
Lymphoma là một nhóm các dạng ung thư máu phát triển từ bạch huyết bào (một dạng bạch cầu). Thuật ngữ này thường được dùng để chỉ các dạng ung thư thay vì tất cả các dạng. Dấu hiệu và triệu chứng có thể bao gồm sưng các hạch lympho, sốt, toát mồ hôi, sụt cân không chủ ý, ngứa, và liên tục cảm thấy mệt mỏi. Các hạch bạch huyết bị sưng thường không đau. Mồ hôi thường toát ra vào ban đêm.
Có hàng chục loại lymphoma. Hai loại chính là bệnh lymphoma Hodgkin (HL) và bệnh lymphoma không Hodgkin (NHL). Tổ chức Y tế Thế giới (WHO) coi cả thêm hai loại khác là các loại u lymphoma bao gồm myeloma và các bệnh suy giảm miễn dịch. Khoảng 90% các loại lymphoma là các loại lymphoma không Hodgkin. Lymphoma và ung thư bạch cầu là một phần của một nhóm lớn bao gồm các bệnh ung thư biểu mô tế bào máu và bạch huyết.
Những người bị nhiễm trùng do virus Epstein–Barr hoặc có tiền sử bệnh trong gia đình thì có nguy cơ mắc bệnh lymphoma Hodgkin. Các yếu tố nguy cơ đối với các dạng lymphoma không Hodgkin phổ biến bao gồm: các bệnh tự miễn dịch, HIV/AIDS, nhiễm virus T-lymphotropic ở người, thuốc ức chế miễn dịch, và một số thuốc trừ sâu. Ăn nhiều thịt đỏ và hút thuốc lá cũng có thể làm tăng nguy cơ. Nếu hạch lympho sưng to thì việc chẩn đoán thường được thực hiện bằng phương pháp sinh thiết hạch bạch huyết. Xét nghiệm máu, nước tiểu, và tủy xương cũng có thể hữu ích trong việc chẩn đoán. Chụp phim dùng để chẩn đoán xem bệnh có lan rộng hay chưa và tới những cơ quan nào. Lymphoma thường lan tới phổi, gan và não.
Điều trị có thể bao gồm một hoặc nhiều hình thức sau: hóa trị liệu, xạ trị, trị liệu phân tử có định hướng, và phẫu thuật. Trong một số lymphoma không Hodgkin, một lượng protein tăng lên do các tế bào lymphoma tạo ra làm cho máu trở nên đặc đến nỗi phải thực hiện xét nghiệm huyết khối để loại bỏ protein. Việc chờ đợi có theo dõi có thể thích hợp cho một số loại lymphoma. Kết quả phụ thuộc vào loại bệnh, trong đó một số loại lymphoma có thể được chữa khỏi và ở hầu hết các loại khác thì có thể điều trị kéo dài sự sống. Tỷ lệ sống 5 năm tại Hoa Kỳ cho tất cả các phân nhóm lymphoma Hodgkin là 85%, trong khi đó đối với lymphoma không Hodgkin là 69%. Trên toàn thế giới, có trên 566.000 người mắc lymphoma vào năm 2012 và gây ra 305.000 ca tử vong. Chúng chiếm 3-4% trong số tất cả các loại ung thư, khiến chúng trở thành nhóm ung thư có dạng phổ biến thứ bảy. Ở trẻ em, chúng là dạng ung thư phổ biến thứ ba. Chúng xảy ra thường xuyên tại các nước công nghiệp hơn là tại các nước đang phát triển.